# Galactosialidosis
La galactosialidosis (GSL) es una enfermedad congénita y hereditaria que pertenece al grupo de las enfermedades por depósito lisosomal. Es provocada por una deficiencia de las enzimas neuraminidasa y beta-galactosidasa, ocasionada a su vez por la mutación de un gen situado en el cromosoma 20 humano. Afecta diferentes órganos y provoca síntomas diversos, muy variable en cuanto a la gravedad dependiendo de los casos. Existen 3 formas, la infantil temprana, la infantil tardía y la juvenil o adulta (siendo esta la más frecuente). La forma infantil temprana provoca síntomas que están presentes desde el nacimiento, entre ellos aumento del tamaño del hígado (hepatomegalia), ascitis, trastornos del esqueleto y perdida de visión.

## Frecuencia
Se han descrito únicamente alrededor de 100 casos en todo el mundo, el 60% de los cuales presentan la forma juvenil o del adulto, siendo la mayoría japoneses o con ascendencia de dicho país.

## Herencia
La enfermedad es hereditaria según un patrón autosómico recesivo, lo cual implica que para que un sujeto la presente, debe heredar el gen anómalo de cada uno de sus dos progenitores.

## Clasificación
La galactosialidosis es una de las 7 enfermedades que se incluye dentro de las glucoproteinosis u oligosacaridosis. Las otras seis son la sialidosis o mucolipidosis I, la fucosidosis, la alfa-manidosis, la beta-manidosis, la aspartilglucosaminuria y la enfermedad de Schindler. Las glucoproteinosis se incluyen dentro del grupo de trastornos denominados enfermedades por depósito lisosomal.